# زوب
زوب (بالإنجليزية: Zope)‏ هي مجموعة خوادم ويب حرة ومفتوحة المصدر مكتوبة بلغة برمجة "بايثون". زوب اختصار لجملة «بيئة نشر الكائن Z» (بالإنجليزية: Z Object Publishing Environment)‏، وكان أول نظام يستعمل طريقة النشر الكائني الشائع حاليا. يوصف زوب بأنه «تطبيق قاتل» لأن ظهوره تسبب في إحداث ضجة شديدة حول بايثون أكسبته شهرة جعلته لغة برمجة واسعة الانتشار.

## وصلات خارجية
- الموقع الرسمي